# Rutherglen (Écosse)
Pour les articles homonymes, voir Rutherglen.
Rutherglen est une ville d'Écosse située dans le South Lanarkshire. Située au sud-est de Glasgow, près de Cambuslang, elle compte en 2001 environ 33 000 habitants.

## Histoire
Le burgh royal de Rutherglen est fondé au XIIe siècle, tandis que le château de la ville est fondé au XIIIe siècle. Il est un temps pris par les Anglais durant les Guerres d'indépendance de l'Écosse.

## Personnages célèbres
Nés à Rutherglen :
- Mary Gilchrist, joueuse d'échecs, en 1882
- William Gemmell Cochran, statisticien, en 1909
- Tom McGrath, poète et dramaturge, en 1940
- Janet Brown, comédienne, en 1924
- Robbie Coltrane, comédien, en 1950
- Archie Jackson, joueur de cricket, en 1909
- Richie Gray, joueur de rugby, en 1989